# Музей Антонина Дворжака
Музей Антонина Дворжака (чеш. Muzeum Antonína Dvořáka) — музей на улице Ке Карлову в городе Прага, в Чехии, экспозиция которого посвящена жизни и творчеству чешского композитора Антонина Дворжака (1841—1904). Является филиалом Чешского музея музыки, который, в свою очередь, является частью  Национального музея.

## История
Музей расположен в здании бывшего летнего дворца графа Яна Вацлава Михны, также известным под названием «Вилла Америка». Дворцовый комплекс в стиле барокко был построен по заказу графа в 1717—1720 годах архитектором Килианом Игнацем Динценхофером и представляет собой главное здание с двумя небольшими павильонами по сторонам, окружённое барочной чугунной решёткой. Дворик перед дворцом украшен скульптурами времён года, сатиров и двух барочных ваз. В 1843 году дворцовый комплекс был приобретён городом Прагой.
В 1932 году по просьбе «Общества Антонина Дворжака» город передал его для размещения в нём экспозиции, посвящённой жизни и творчеству чешского композитора, хотя сам он никогда не посещал это здание и жил в другом месте.

## Экспозиция
В собрание музея входит архив Антонина Дворжака, включающий нотные рукописи, партитуры, личную переписку, рисунки, фотографии, плакаты, библиотеку, театральные программы и афиши, а также личные вещи композитора, например гусиные перья, которыми он пользовался при сочинении музыки, любимые музыкальные инструменты, плащ и берет Кембриджского университета, полученные им в 1891 году после присвоения ему звания почётного доктора.
Помимо экспозиции в музее действуют несколько музыкальных программ, которые знакомят посетителей с музыкальным наследием Антонина Дворжака и чешской музыкальной традицией. «Общество Антонина Дворжака» продолжает научные исследования в области творчества композитора, и в музее проводятся лекции и специальные выставки, посвящённые этой теме.
С мая по октябрь здесь проходит цикл концертов «Удивительный Дворжак», во время которых посетителей встречают артисты в костюмах конца XIX века и музыканты Пражской государственной оперы исполняют сочинения композитора.